# 위 오운 더 나잇
《위 오운 더 나잇》(영어: We Own the Night)은 2007년에 개봉한 미국의 범죄 스릴러 영화이다.

## 줄거리
1988년 뉴욕 브루클린 브라이턴비치. 보비는 나이트클럽에서 매니저 일을 하고 있다. 클럽에는 갱단이 자주 손님으로 출몰하며, 그중엔 클럽 주인의 조카인 마약왕 바딤 네진스키도 포함돼있다. 사실 보비의 형 조지프는 뉴욕 경찰국(NYPD)에서 마약퇴치반을 이끌고 있으며 아버지 버트 역시 경찰이지만 보비는 그 둘 모두와 사이가 소원해진 상태이다. 그러나 바딤이 조지프의 얼굴을 쏘고 차에 불을 질러 조지프가 4개월간 병원 신세를 지게 되자 보비는 바딤의 체포에 협조하기로 한다.

## 출연
- 호아킨 피닉스 - 로버트 "보비" 그린 / 그루진스키 역
- 마크 월버그 - 조지프 "조" 그루진스키 경감 역
- 에바 멘데스 - 어마다 와레즈 역
- 로버트 듀발 - 앨버트 "버트" 그루진스키 치안총감 역
- 앤터니 코론 - 마이클 솔로 경위 역
- 모니 모쇼노브 - 마라트 부자예프 역
- 대니 혹 - 루이스 "점보" 펄세티 역
- 토니 무산테이 - 잭 셔피로 경감 역
- 폴 허먼 - 스피로 지어바니스 경무총장 역
- 올레크 탁타로프 - 파벨 류바르스키 역
- 에드 코치 - 본인 역 (당시 뉴욕 시장, 카메오 출연)

## 기타 제작진
- 공동 제작: 마이크 업턴
- 라인 제작: 앤서니 커태거스
- 배역: 더글러스 에이블
- 미술: 포드 휠러
- 세트: 캐서린 데이비스
- 의상: 마이클 클랜시